# روبرت سانديفر
روبرت «يَمِي» سانديفر (بالإنجليزية: Robert "Yummy" Sandifer)‏؛ (ولد في 12 مارس 1983، وتوفِّي في 1 سبتمبر 1994) كان فتًى أمريكيًّا ذا أحد عشر عامًا من تشيكاغو، إلينوي، وعضوًا في عصابة الشوارع المدعوة بـ«التلاميذ السود» (بالإنجليزية: Black Disciples)‏. حاز مقتله من قبل زملائه من العصابة على الاهتمام الوطني بسبب صغر سنه، مما أدى إلى ظهوره على غلاف مجلة تايم في سبتمبر 1994. لقب بـ«يَمِي» بسبب حبه لبسكويت الكوكي.
بعد ارتكابه لجرائم عديدة، من بينها القتل، قُتِلَ على يد زملائه من أفراد العصابة الذين كانوا يخشون أن يصبح مُخْبِرًا، لأنه كان يجذب الكثير من الاهتمام لأنشطتهم الغير قانونية. انتشرت تغطية وفاة سانديفر واستعراضات لحياته القصيرة العنيفة على نطاق واسع في وسائل الإعلام الأمريكية. أصبح سانديفر رمزًا لمشكلة العصابات في المدن الأمريكية الداخلية، ولفشل شبكة الأمان الاجتماعي ولأوجه التقصيرات في نظام العدالة الأمريكي للقاصرين.

## سيرته الشخصية

### النشأة
ولد روبرت سانديفر في تشيكاغو، إلينوي في يوم 12 مارس 1983. والدته، لورينا سانديفر، تم اعتقالها أكثر من 30 مرة أثناء ممارستها للدعارة، وكان العديد من اعتقالاتها متعلقًا بالمخدرات. كان والده، روبرت أكينز، غائبًا طوال حياة سانديفر بسبب حبسه بتهمة جناية متعلقة بالأسلحة. تعرض سانديفر للإيذاء الجسدي منذ أن كان رضيعًا.
حتى قبل بلوغه سن الثالثة من عمره، كان سانديفر معروفًا لدى قسم خدمات الأطفال والأسرة (الـDCFS). وأظهرت الفحوصات الجسدية أن سانديفر أصيب بحروق سجائر على ذراعيه ورقبته بالإضافة إلى كدمات خطية تدل على الضرب الجسدي. ألقت والدته في البداية باللوم على والده، رغم أنها تراجعت في وقت لاحق.
في عام 1986، تمت إزالة سانديفر وإخوته من منزل والدته بواسطة الـDCFS وتم إرسالهم للعيش مع جدتهم في حي روزلاند في تشيكاغو. في بعض الأوقات، احتوى منزل جدته على ما يصل إلى 19 طفلاً. حسب معظم الشهادات، لم يكن منزل جدته أفضل بكثير من منزله السابق. في سن الثامنة، توقف سانديفر عن الذهاب إلى المدرسة وبدأ يجوب الشوارع لسرقة السيارات واقتحام المنازل. وفي سن العاشرة، أُلقي القبض عليه بتهمة السطو المسلح. أفاد فاحص نفسي في ذلك الوقت بأن روبرت «طفل يكبر دون أي تشجيع أو دعم»، وبأنه «لديه إحساس بالفشل قد تسلل إلى معضم جوانب نفسه الداخلية».
في عام 1993، أزالت الـDCFS سانديفر وإخوته من منزل جدته وأرسلتهم إلى ملجأِ قاعة لورنس، في الجانب الشمالي من تشيكاغو، والذي هرب منه سانديفر ولم يعد أبدًا. من عام 1993 وحتى وفاته، لا يزالا مكان وحالة معيشة سانديفير غير واضحان، على الرغم من استمرار اعتقاله من قبل السلطات في تلك الفترة.

### مقتله
في يوم 28 أغسطس 1994، أُمر سانديفر بتقديم خدمة لعصابته، ففتح النار عدة مرات بمسدس نصف آلي عياره 9 ملم، فأصاب عدة أطفال. هرب سانديفر بسرعة من مكان الحادث، وكان من بين ضحاياه فتاة تبلغ من العمر 14 عامًا، تُدعى شاڤون دين، والتي أصيبت وقتلت برصاصة طائشة. تصدرت الجريمة عناوين الصحف الوطنية. صُدمتِ الأمَّةُ من وحشية الجريمة وحقيقة أن الجاني المزعوم كان عمره 11 عامًا. بدأت شرطة تشيكاغو في مطاردة ساندير. بحسب الرقيب رونالد بالمَر من شرطة تشيكاغو، كانت تصرفات سانديفر بشبه مبادرة عصابية تحولت إلى جريمة.
في يوم 31 أغسطس، أثناء وقوفه على شرفة أحد الجيران بعد أن طلب الاتصال بجدته (والتي كان لديه ثقة كبيرة بها)، التقيا الأخوان كراغ وديريك هارداواي، الذين تراوحت أعمارهم بين 14 و16 عامًا، بسانديفر، وكانا أيضًا عضوين في عصابة التلاميذ السود. أخبرا سانديفر بأنه سيتم نقله إلى مكان آمن وأمراه بركوب سيارتهما.
بدلاً من ذلك، تم نقله إلى نفق للسكك الحديدية في شارع شرق 108 وجادة داوفين الجنوبية وطُلب منه الركوع على ركبتيه. أثناء ركوعه، أصيب سانديفر بطلقتين في مؤخرة رأسه من قبل الأخوين هارداواي. تم اكتشاف جثته من قبل قسم شرطة تشيكاغو في الصباح الباكر من يوم 1 سبتمبر.
حضر حوالي 400 شخص جنازة سانديفر، والتي أقيمت في مركز شباب كنيسة الرب في المسيح في الجانب الشمالي الغربي من تشيكاغو. أدينا الأخوان هارداواي في وقت لاحق بتهمة قتل سانديفر. حُكِمَ على ديريك هارداواي، الذي كان يبلغ من العمر 14 عامًا وقت مقتل سانديفر، بالسجن 45 عامًا. تم إطلاق سراحه في ديسمبر 2016.